# 丰特奈勒佩内勒
丰特奈勒佩内勒（法語：Fontenay-le-Pesnel，法語發音：[fɔ̃tnɛ lə pɛnɛl] ⓘ）是法国卡尔瓦多斯省的一个市镇，属于巴约区。

## 地理
丰特奈勒佩内勒（49°10'13"N, 0°34'48"W）面积10.07 平方千米，位于法国诺曼底大区卡爾瓦多斯省，该省份为法国西北部沿海省份，北濒大西洋英吉利海峡，东北与滨海塞纳省以海上边界相接，东临厄尔省，南至奧恩省，西与芒什省接壤。
与丰特奈勒佩内勒接壤的市镇（或旧市镇、城区）包括：欧德里约、克里斯托、瑟勒河畔瑞维尼、泰塞勒、瑟勒河畔蒂伊、蒂和米。

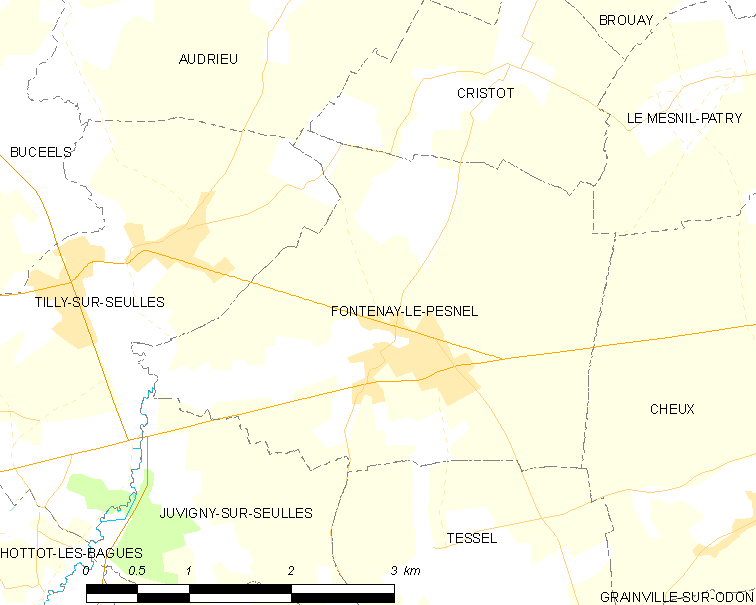
丰特奈勒佩内勒的OSM定位图

丰特奈勒佩内勒的时区为UTC+01:00、UTC+02:00（夏令时）。

## 行政
丰特奈勒佩内勒的邮政编码为14250，INSEE市镇编码为14278。

## 政治
丰特奈勒佩内勒所属的省级选区为蒂和米县。

## 人口

1962-2008年间丰特奈勒佩内勒人口变化图示

丰特奈勒佩内勒于2022年1月1日时的人口数量为1237人。